# Aile de moulin
Pour les articles homonymes, voir Aile.
Les ailes de moulin (« sail » en anglais, « Flügel » en allemand, « Wieken » en néerlandais) génèrent la force motrice de rotation des moulins à vent. Les ailes sont de différents modèles, des ailes primitives aux ailes brevetées.

## Aile latine
L'aile latine (« jib sail » en anglais, « Segelstangenflügel » en allemand, « mediterrane wieken, drie zeilwieken, hoekige zeilwieken »  en néerlandais) se retrouve dans les pays méditerranéens et consiste en un simple triangle de tissu enroulé autour d'un longeron (comme la voile latine, « jib sail » en anglais désigne un foc). Le moulin doit être arrêté afin d’ajuster la prise de ris de la voile. Bien que rare au Royaume-Uni, au moins deux moulins à vent sont connus pour avoir eu des « jib sails » (St Mary, Isle of Scilly et Cann Mills, Melbury Abbas).

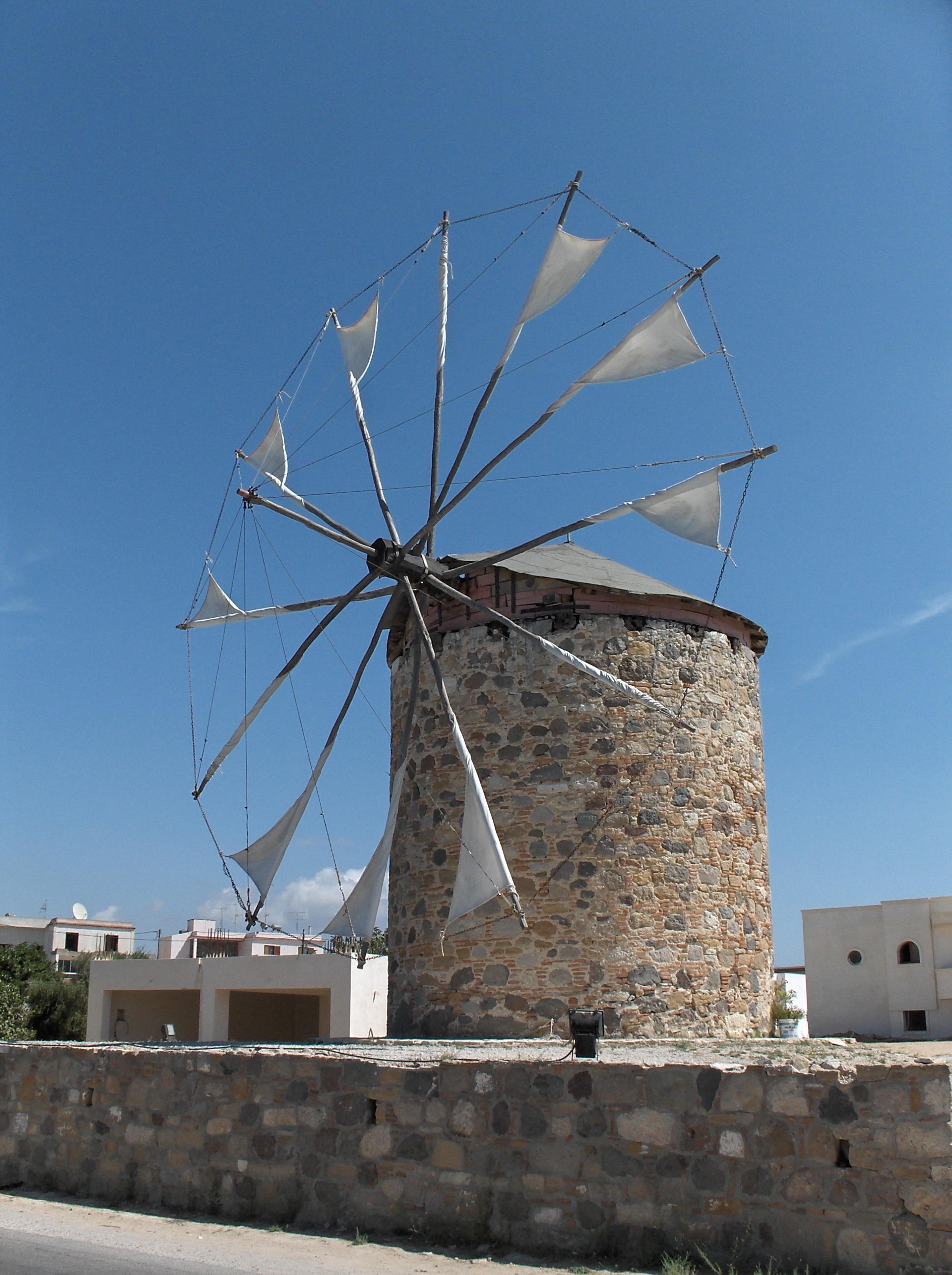
Aile latine.
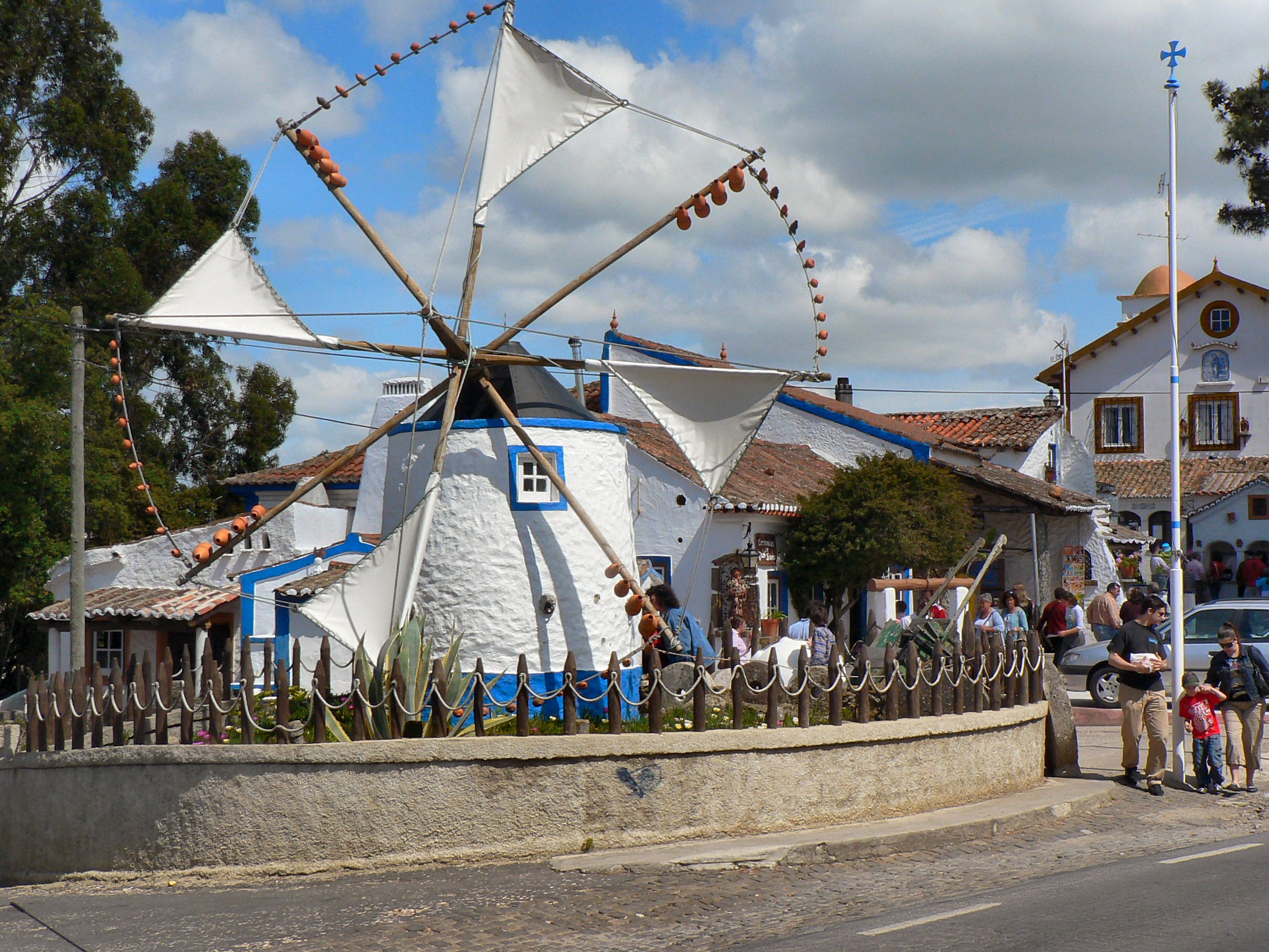
Tendu plus complètement.
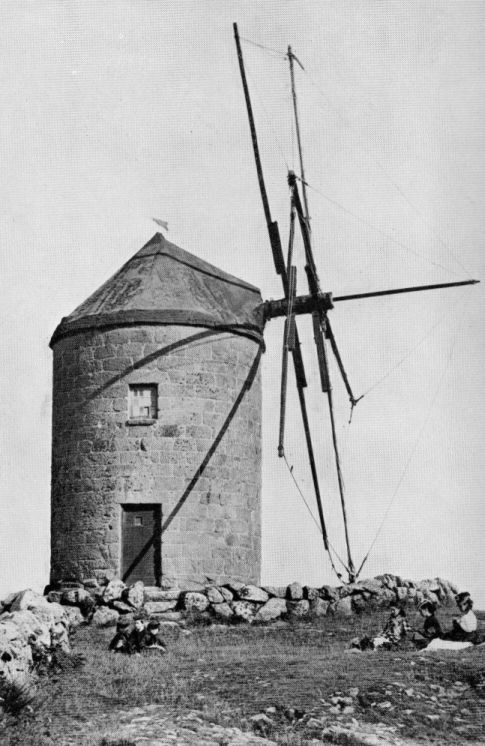
St Mary's, Isles of Scilly.
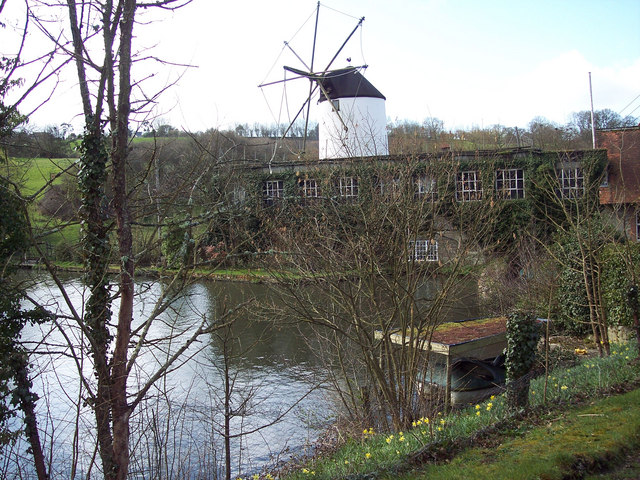
Cann Mills, Melbury Abbas.

## Aile anglaise à volet et ressort
Les ailes anglaise à volet et ressort (spring sails) ont été inventées par le mécanicien de chantier écossais Andrew Meikle en 1772. L'aile est divisée en un certain nombre de baies, chacune ayant un certain nombre de volets. Tous les volets sont reliés entre eux par une barre d’obturation et la force nécessaire à l’ouverture des volets par le vent est réglée par un ressort séparé, sur chaque voile. Bien qu'en fonctionnement automatique, le moulin doit être arrêté afin de pouvoir ajuster le ris de la voile.

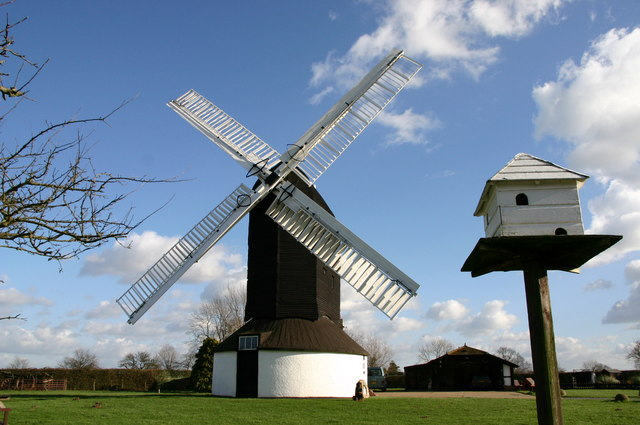
Ouvert.

## Ailes à rouleau
Stephen Hooper a inventé les ailes à rouleau (roller reefing sails) en 1789. Comme pour les spring sails, la voile est divisée en un certain nombre de baies, chacune avec un certain nombre d'espars entourés d'un tissu. Le tissu est étendu ou rétracté par un système de tringle et de levier et est relié à une barre d’obturation sur chaque aile. Le réglage de l'aile à rouleau peut être effectué sans arrêter le moulin. Ce type d'aile était populaire dans le Yorkshire, bien que le moulin à vent Ballycopeland, en Irlande du Nord, conserve encore intact ses ailes à rouleau.

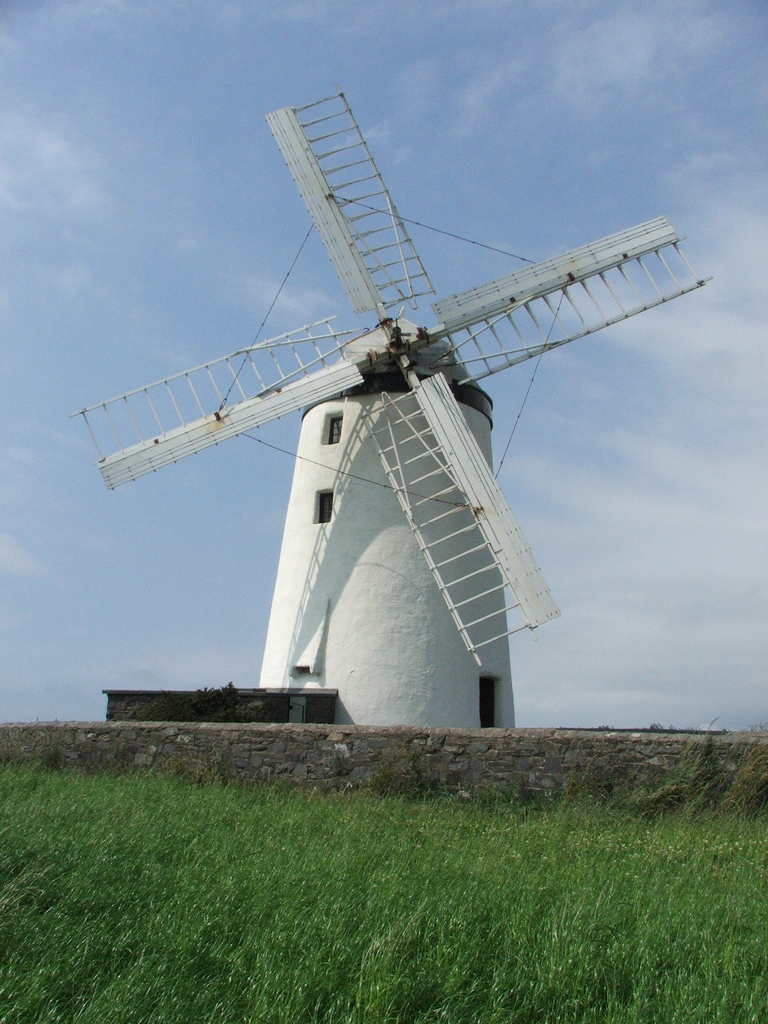
Enroulé.
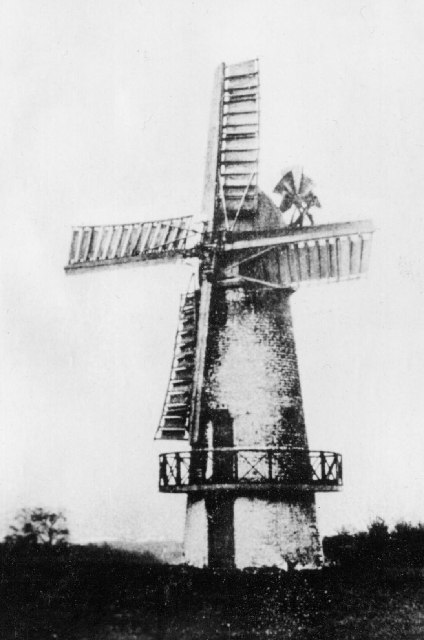
Déployé.

## Patent sails
Les patent sails ont été inventées par William Cubitt en 1807. Elles combinent les volets de la spring sail avec le réglage automatique des ailes à rouleau (roller reefing sails). Leur construction est similaire à celle des spring sails. Le réglage des patent sails peut être effectué sans arrêter le moulin.

### Aérofrein
En 1860, le mécanicien de chantier anglais Catchpole installa un aérofrein automatique aux extrémités des patent sails. Il s’agissait de volets longitudinaux à la pointe de chaque voile, qui s’ouvraient si le vent devenait trop fort, ralentissant ainsi la voile.

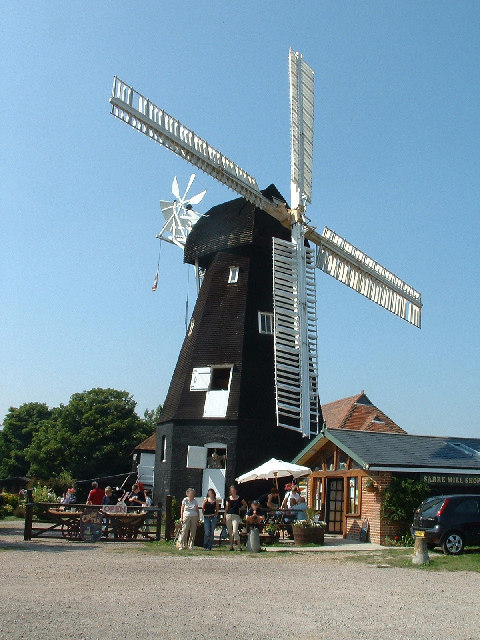
Ouverte.
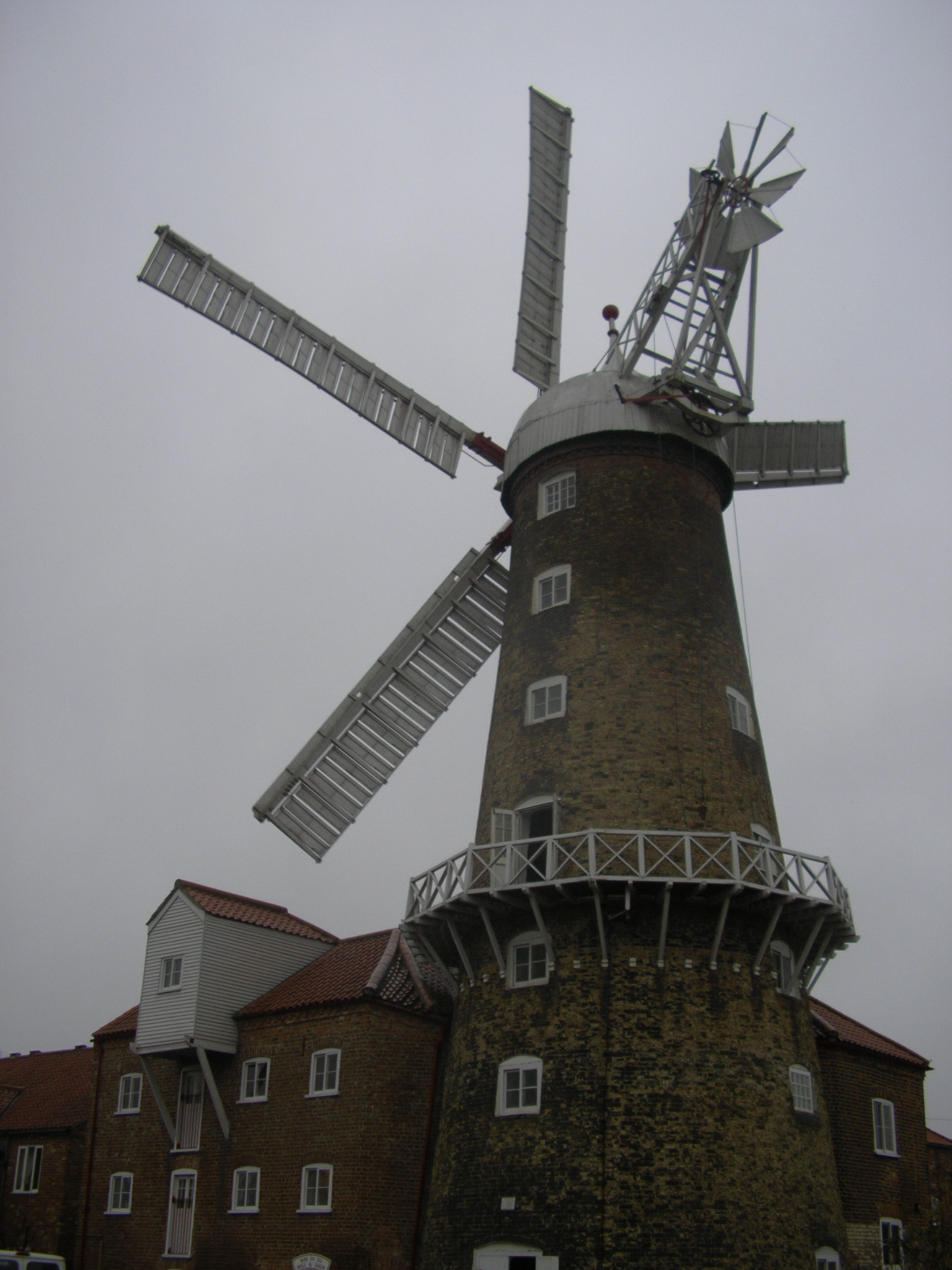
Fermée.

## Spring patent sails
Les spring patent sailsont un ressort qui permet de régler chaque voile individuellement, le système de voilure breveté permettant de régler toutes les voiles sans arrêter le moulin. Le système n'était pas commun.

## Aile hollandaise

### Historique
Aux Pays-Bas, l'aile hollandaise ou flamande (« Common sail » en anglais, « Vlaamse wiek, oudhollandse wiek traditionele wiek » en néerlandais) est la forme d'aile la plus simple. Dans les moulins médiévaux, l'entoilage se faisait sur une sorte d'échelle. Les voiles médiévales pouvaient être construites avec ou sans barreaux (« sail bar ») extérieures. Les voiles de moulin post-médiévales ont un châssis en treillage sur lequel la toile est étendue.

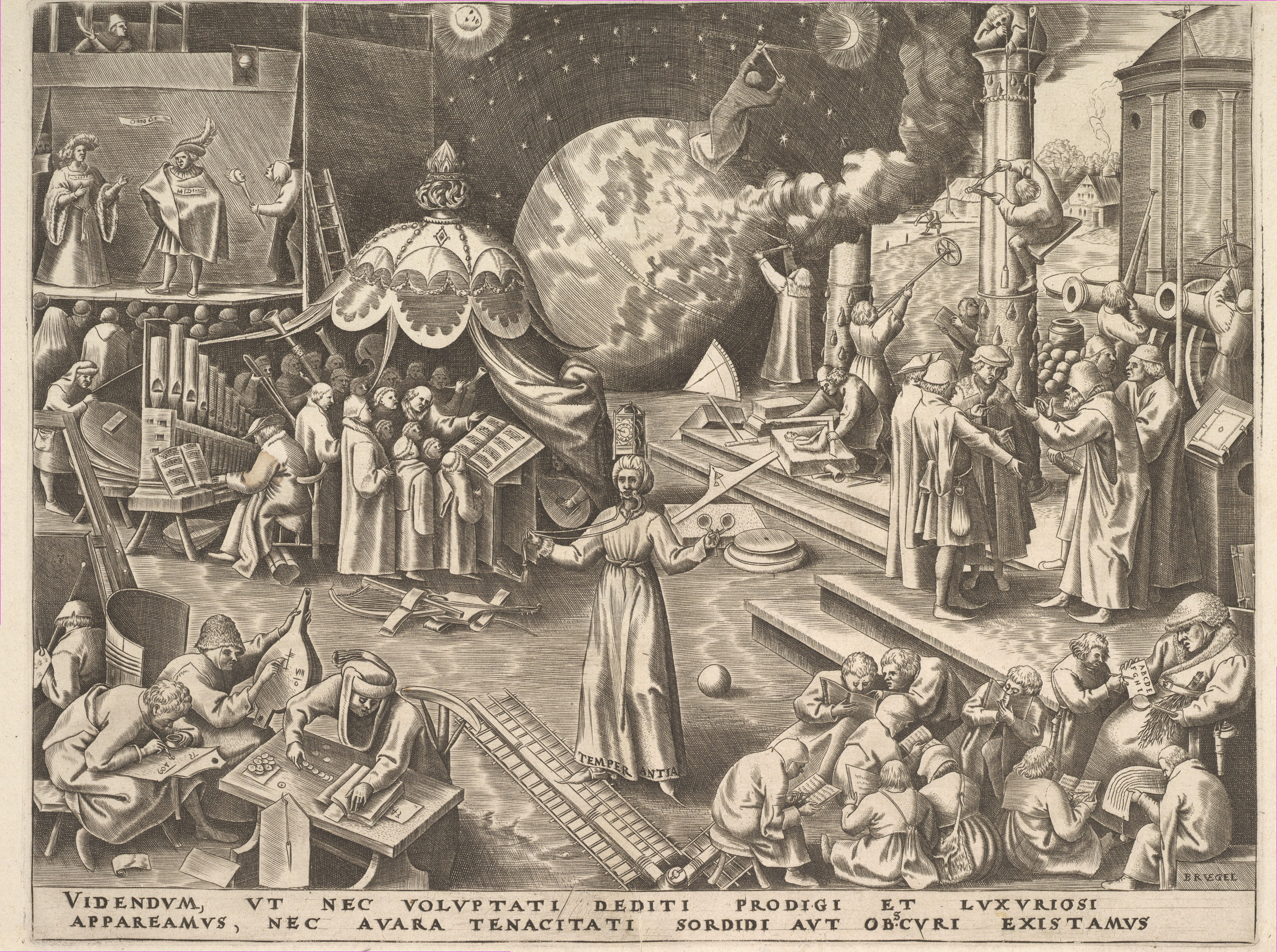
Pieter Brueghel l'Ancien- La tempérance, 1560. Le personnage qui symbolise cette vertu pose le pied sur un volant asymétrique absolument plat à 22 échelons et à trois cotrets, deux à gauche de la vergue, un seul à droite.

L’iconographie médiévale montre un lattis symétrique à quasi-symétrique de part et d'autre de la vergue. L'invention des ailes flamandes ou hollandaises asymétriques ne daterait que du début du XVIIe siècle. Ces ailes possèdent trois cotrets  du côté gauche et un seul cotret du côté droit. Le cotret est une longues lattes reliant les différents barreaux. Au cours des XIXe et XXe siècles, les constructeurs de moulins néerlandais ont développé l'aile de moulin pour la rendre plus efficace du point de vue aérodynamique, la rendre plus facilement manipulable, et préserver la viabilité économique du moulin à vent face aux usines et aux stations de pompage électriques.

### Systèmes de régulations
Il existe différentes régulations (« reef ») pour les différentes voiles; ce sont:  
- à pleines voiles, à pleine toile (en anglais « full sail », en allemand : vollen Segeln; en néerlandais: met volle zeilen, vol zeil)
- en pointes, à bouts dégarnis (first reef Purzelmann, Spitze duikers, duiker)
- à demi, serré à demi (en anglais « dagger point, short point »; en allemand « halbe Segel »; en néerlandais « halve zeilen, half zeil »)
- à demi et sur long (en anglais « sword point, long point »; en allemand « lange halbe Segel »; en néerlandais « lange halve zeilen »)

Le moulin doit être arrêté afin d’ajuster le réglage de la voile.

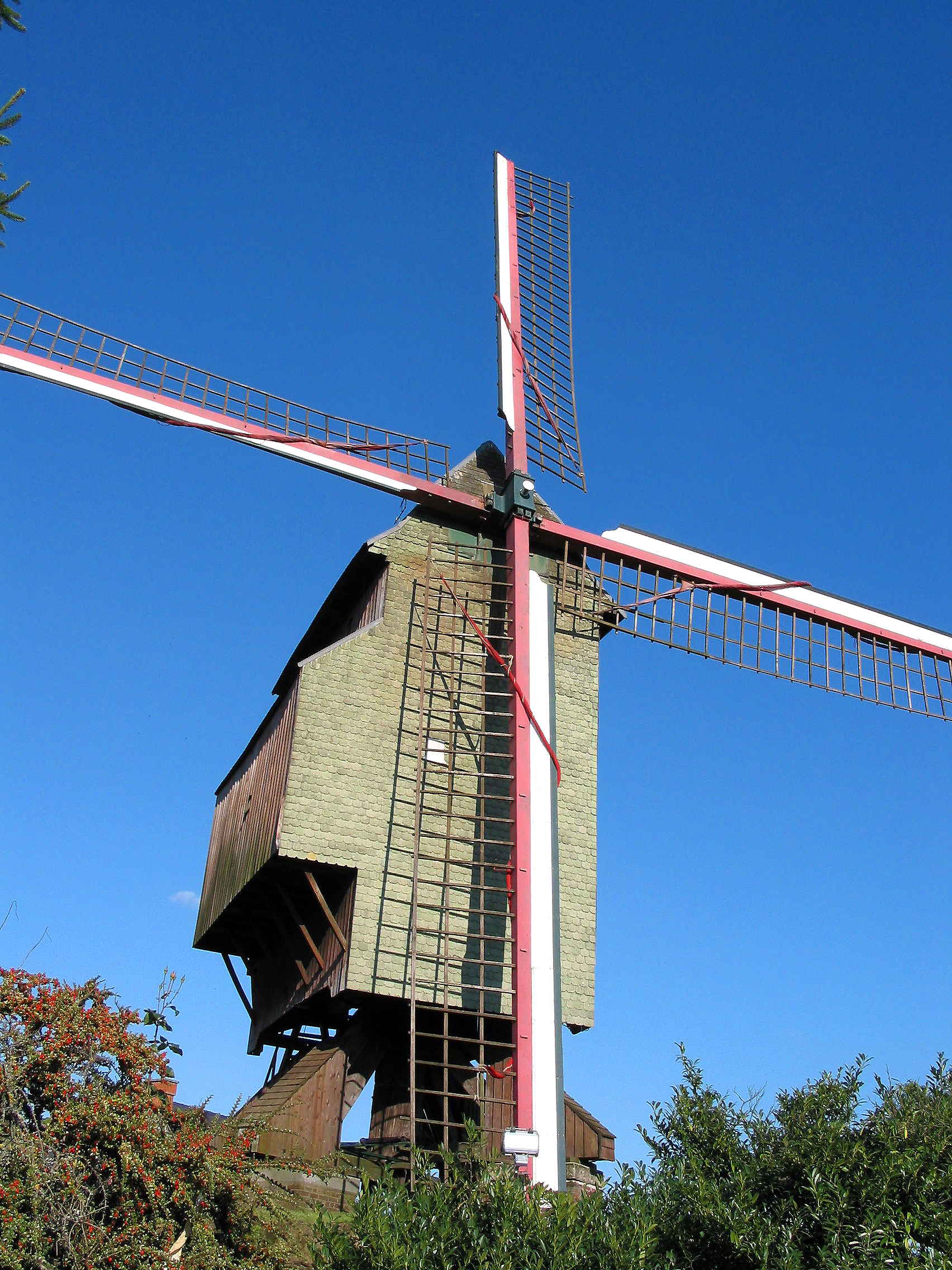
Furled.
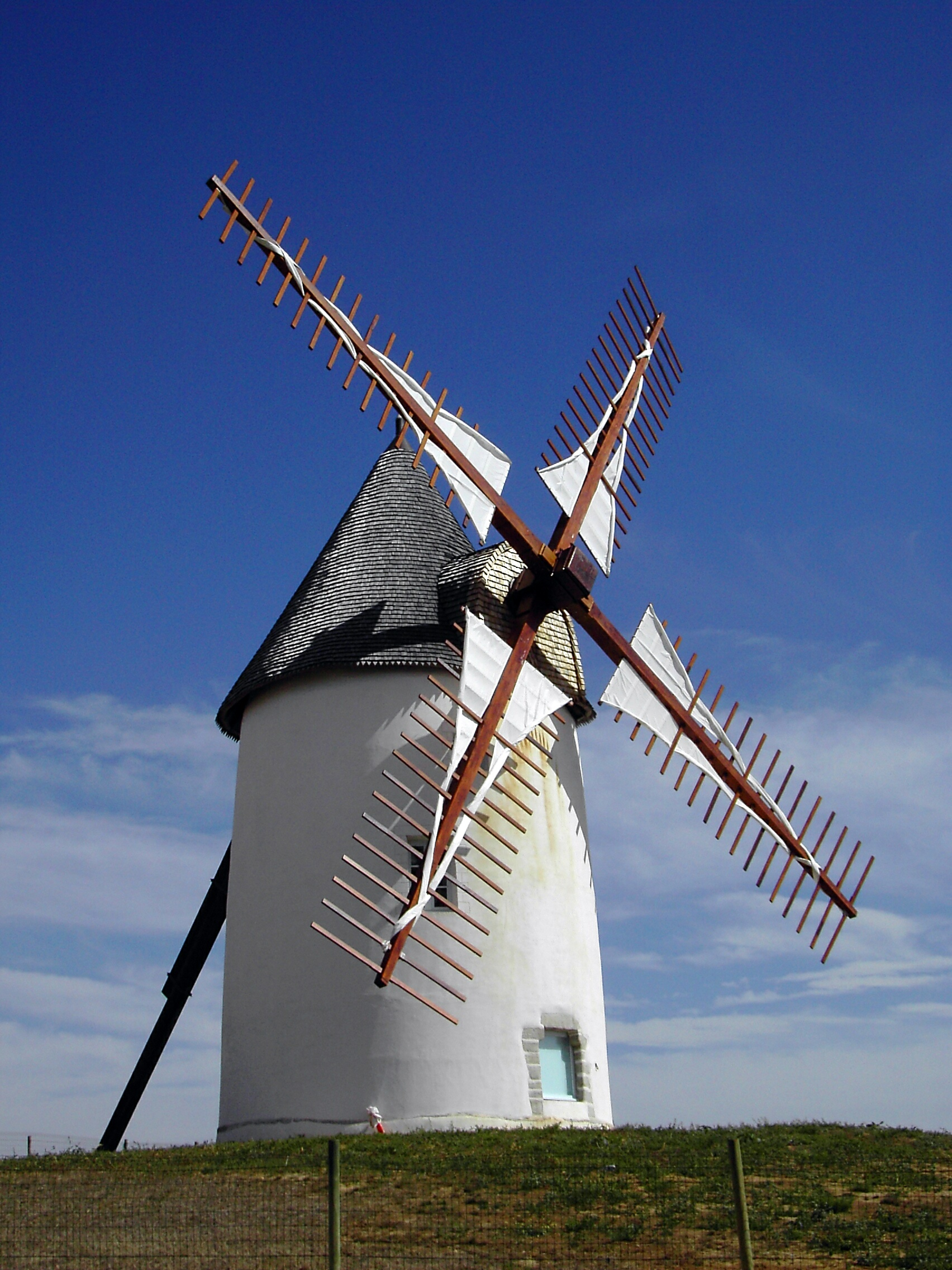
First reef (Medieval style sail).
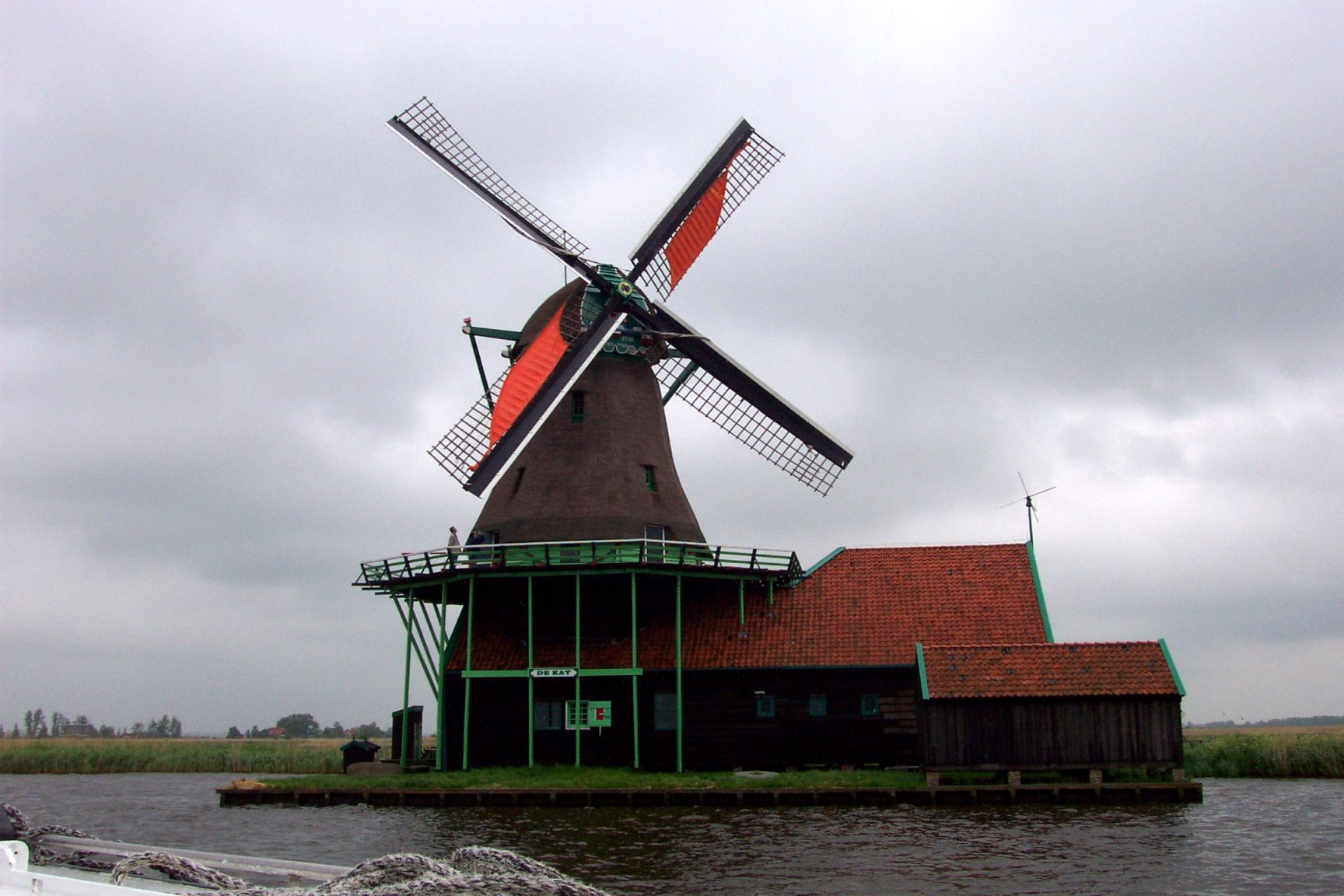
Sword point.
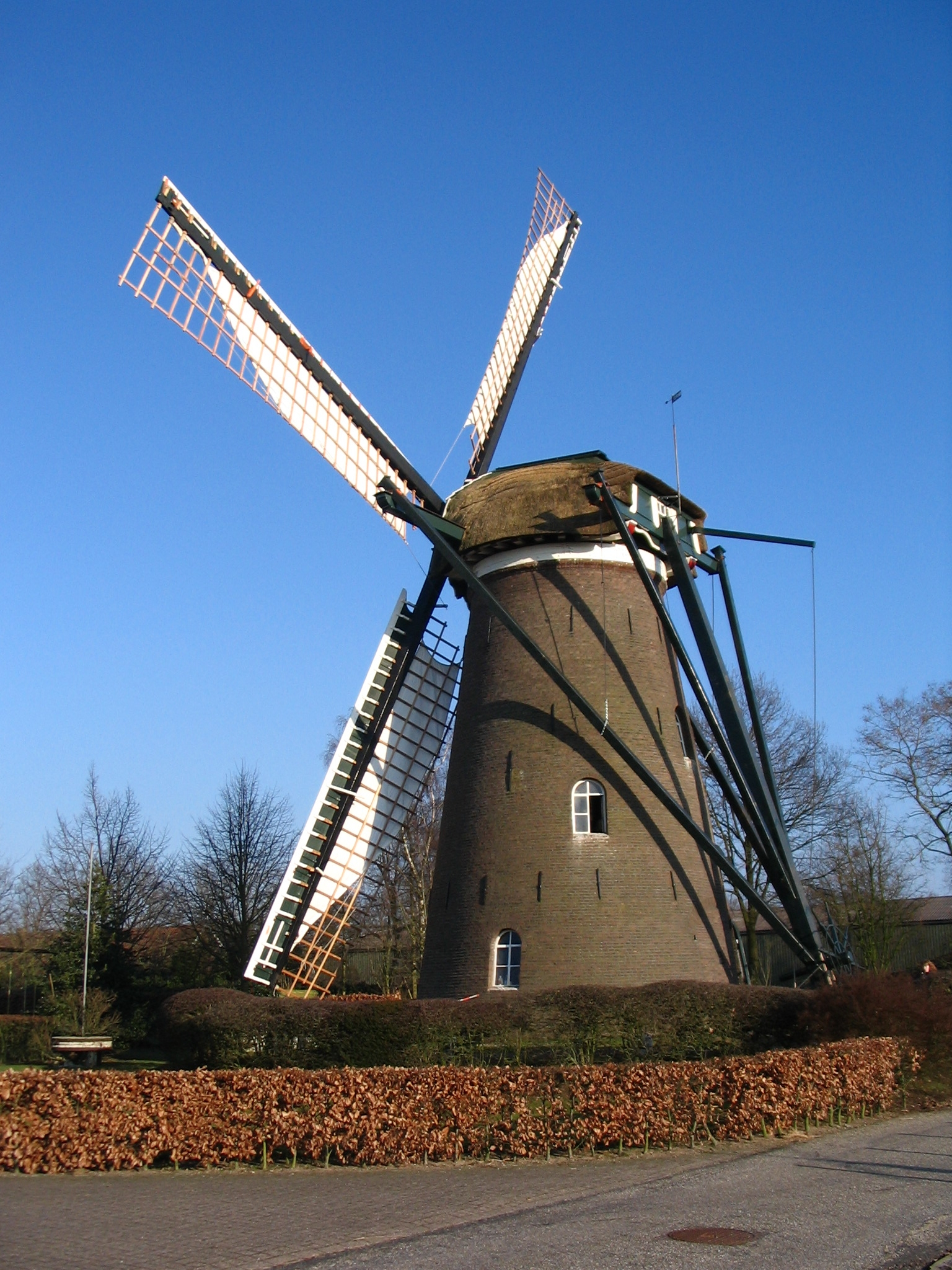
Dagger point.
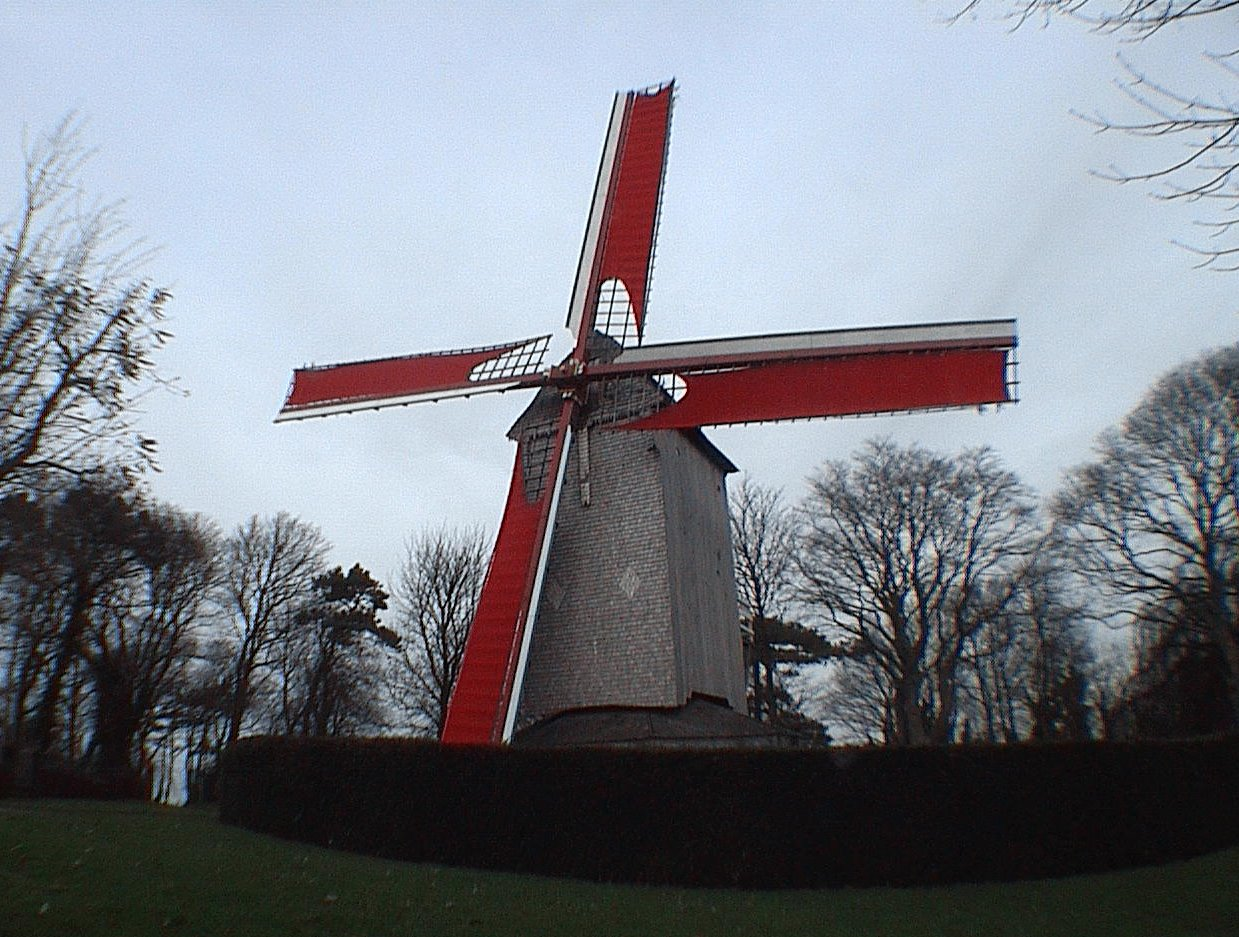
Full sail.
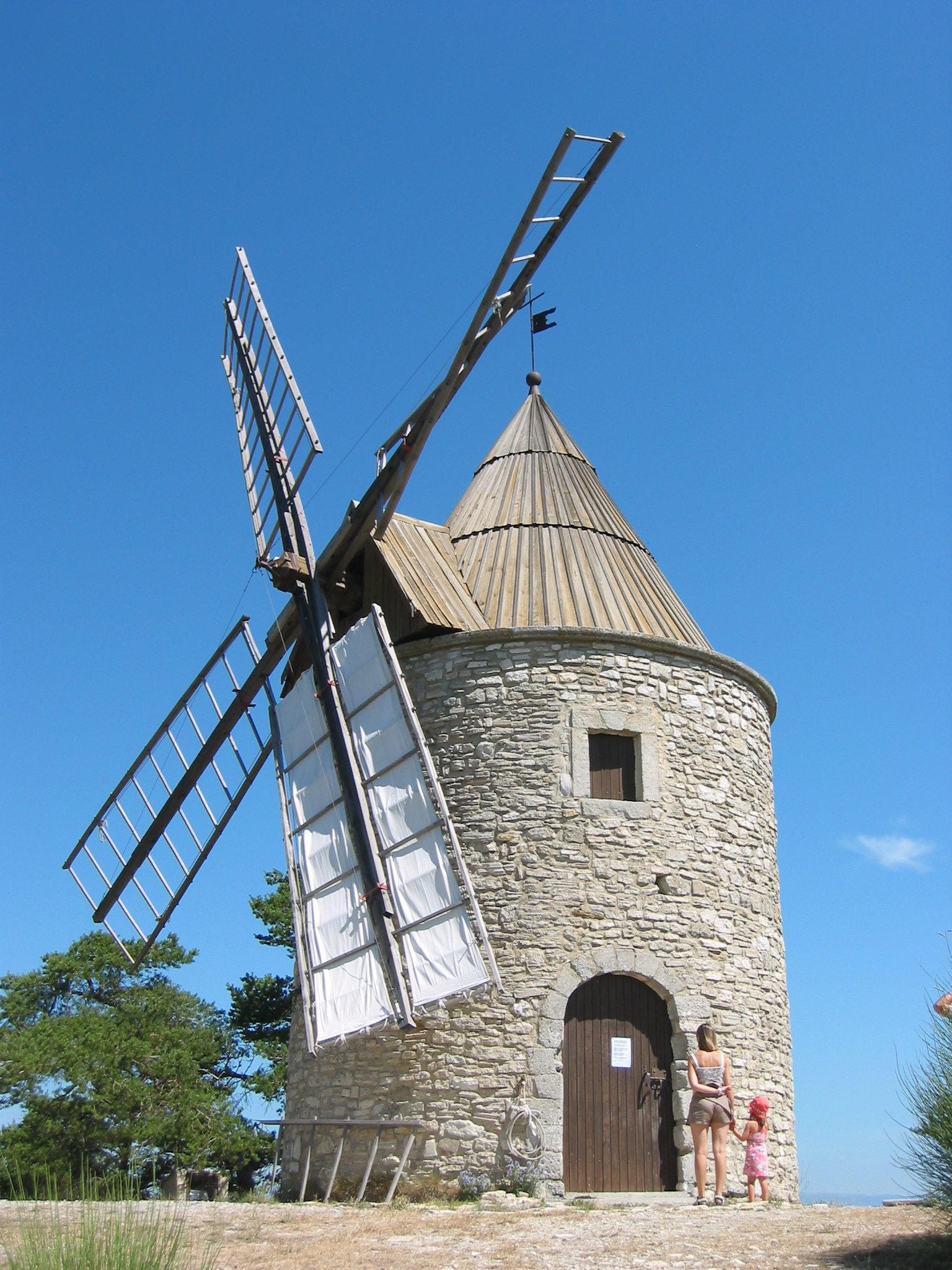
Full sail (Medieval style sail).

### Système Dekker / Van Bussel
Le mécanicien de chantier néerlandais AJ Dekker a amélioré l'efficacité de l'aile hollandaise. La vergue prend la forme d’une pale recouverte complètement de plaques en acier galvanisé. Les voiles dekkerisées offrent une surface suffisante pour pouvoir utiliser le moulin sans déployer la toile à voile si le vent est assez fort. Comme pour l'aile hollandaise, elles ne sont pas réglables, sauf en déployant plus de toile à voile. Certains inconvénients du système Dekker ont amené le constructeur de moulin Van Bussel de Weert à inventer un système similaire, avec toutefois un profil aérodynamique plus arrondi remplaçant les bardeaux et ne couvrant pas la vergue (stock) elle-même.

### Ten Have/Beckers
Inventé par le mécanicien de chantier néerlandais Ten Have de Vorden, l'aile Ten have a un petit nombre de larges volets longitudinaux, actionnés par force centrifuge, et souvent aussi par le meunier à la queue du moulin, similaire aux patent sails. De cette façon, la voile peut être ajustée sans arrêter le moulin. Le côté droit (leading edge) est généralement simplifié par le système Van Bussel. Les ailes Ten Have ne sont normalement utilisés que sur une seule vergue, car les volets larges Ten Have ouverts sur une vergue verticale la rendraient vulnérable aux vents latéraux lors d'une tempête. Les voiles Beckers sont une alternative aux voiles Ten Have. Aux Pays-Bas, seuls deux moulins en ont été équipés.

### Système Fauël ou Fok
Le système Fok, inventé par l'ingénieur PL Fauël, a été inspiré par le foc sur un voilier. Dans cette conception, les bardeaux ou échandoles sont remplacées par un profil arrondi de lattes de bois en forme de voile aurique(?) laissant une petite fente entre ce profil et la vergue. Son principe de fonctionnement peut être comparé à une fente de bord d'attaque sur une aile d'avion. Cela permet au moulin de travailler à une vitesse de vent inférieure mais à des vitesses de vent variables, il est difficile de faire fonctionner le moulin à un rythme soutenu. Pour cette raison, il est souvent équipé d'aérofreins actionnés par force centrifuge. Le système Fauël est utilisé additionnellement aux common sails.

### Système Bilau Ventisails/Van Riet
Le système Bilau utilise des ailes avec une couverture aérodynamique de la vergue, associées à un aérofrein sur toute la longueur du bord de fuite, qui forment ensemble un profil aérodynamique. L'aérofrein est ouvert par force centrifuge dans les voiles mais peut également être actionné par le meunier de la même manière que le patent system. Lors de l'ouverture, l'aérofrein perturbe la forme de la pale, ce qui ralentit le moulin. Il a été inventé par l'ingénieur aéronautique allemand Kurt Bilau au début du XXe siècle et est devenu très populaire en Allemagne, où il a été installé sur plus de 140 moulins. Un système similaire a été inventé par un mécanicien de chantier du nom de Van Riet de Goes, où le bord d'attaque et l'aérofrein forment ensemble un profil aérodynamique plus complet.

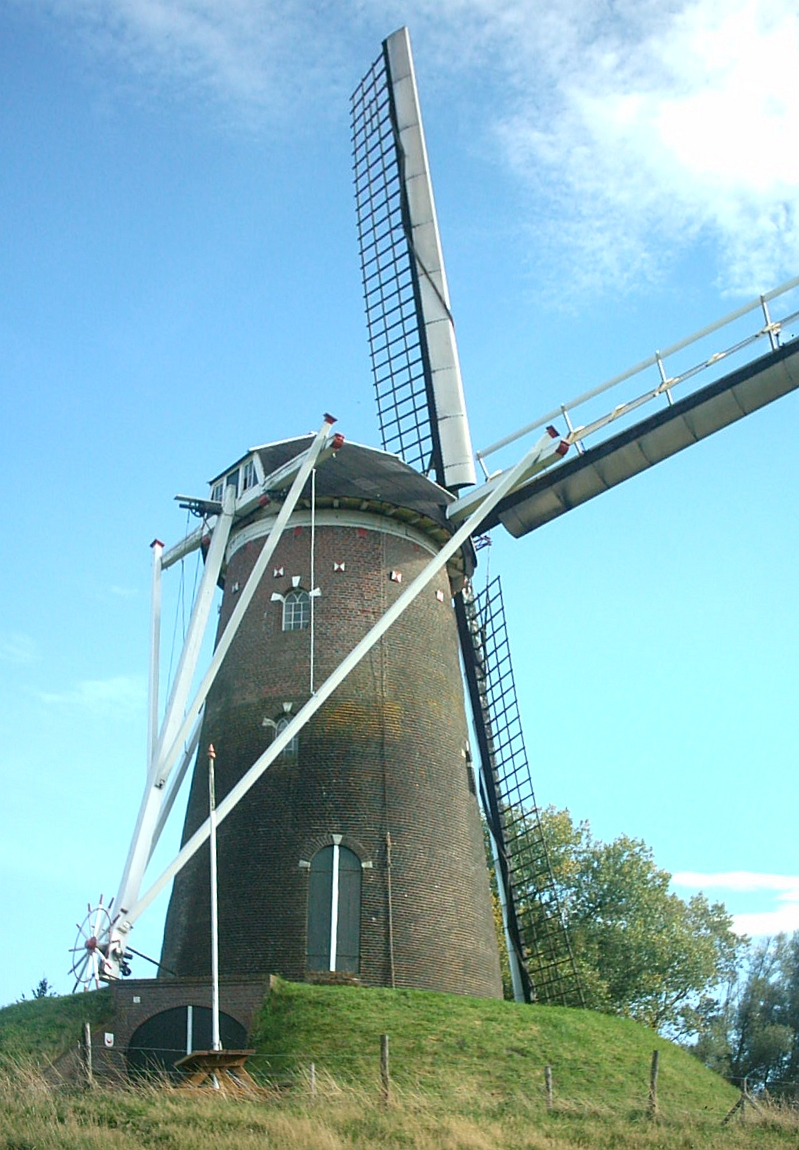
Dix ont des voiles ouvertes sur un stock et des voiles communes sur l'autre, toutes deux avec système van Bussel.
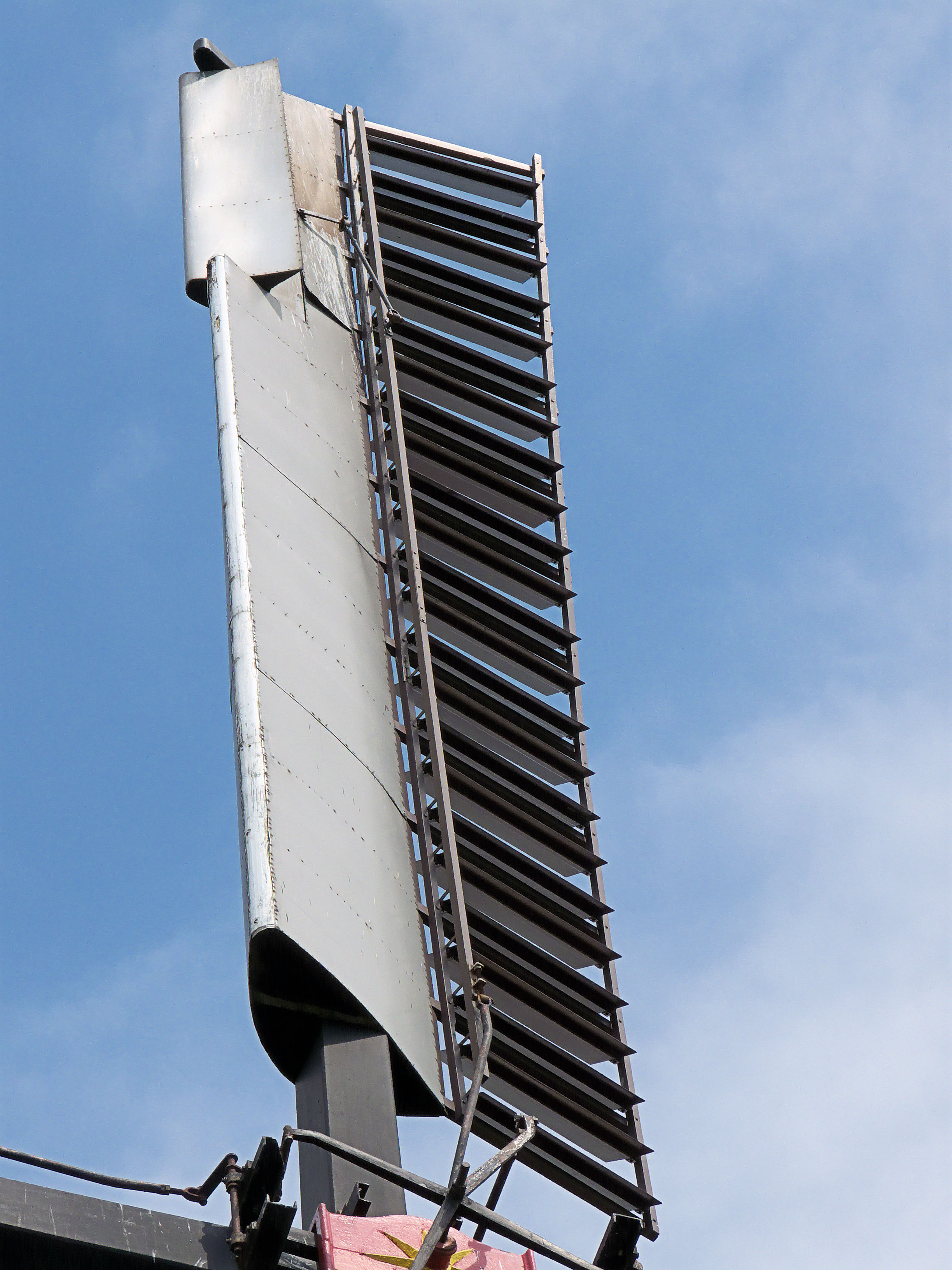
Dekkerised voiles avec frein pneumatique et système de brevet.
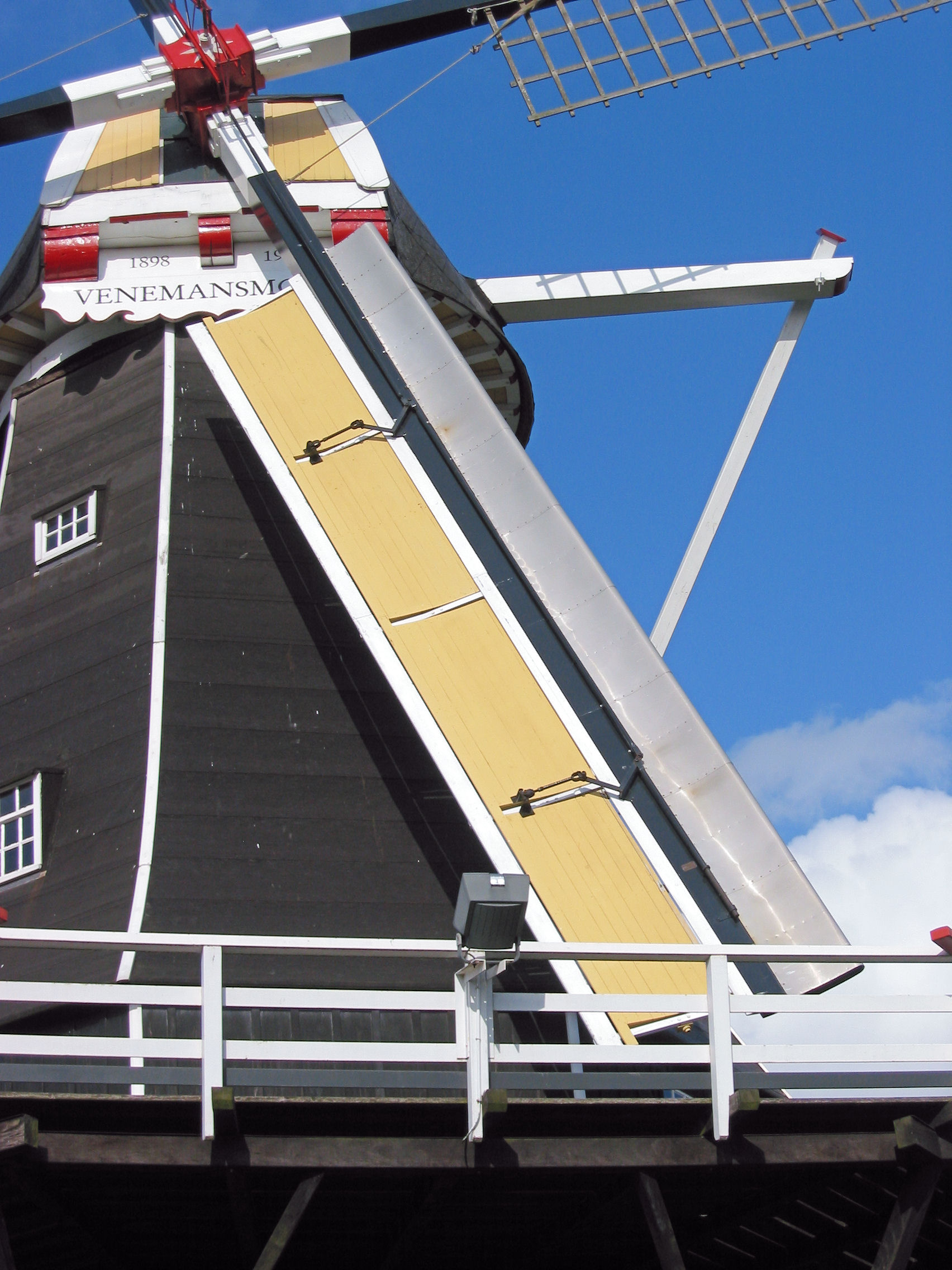
Ten Have Have fermé avec Van Bussel rationaliser le bord d'attaque.
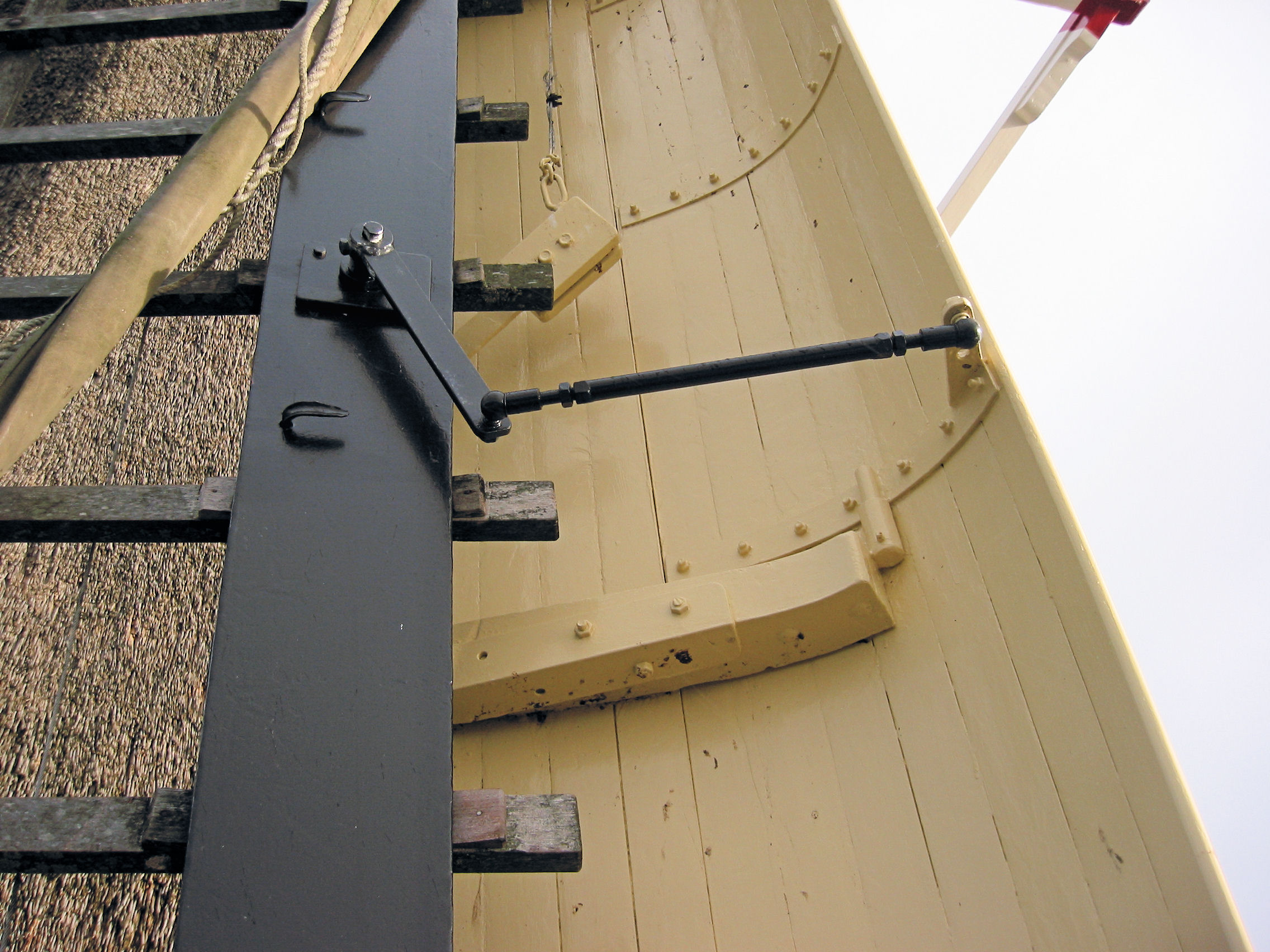
Gros plan du système Fok avec frein à air.
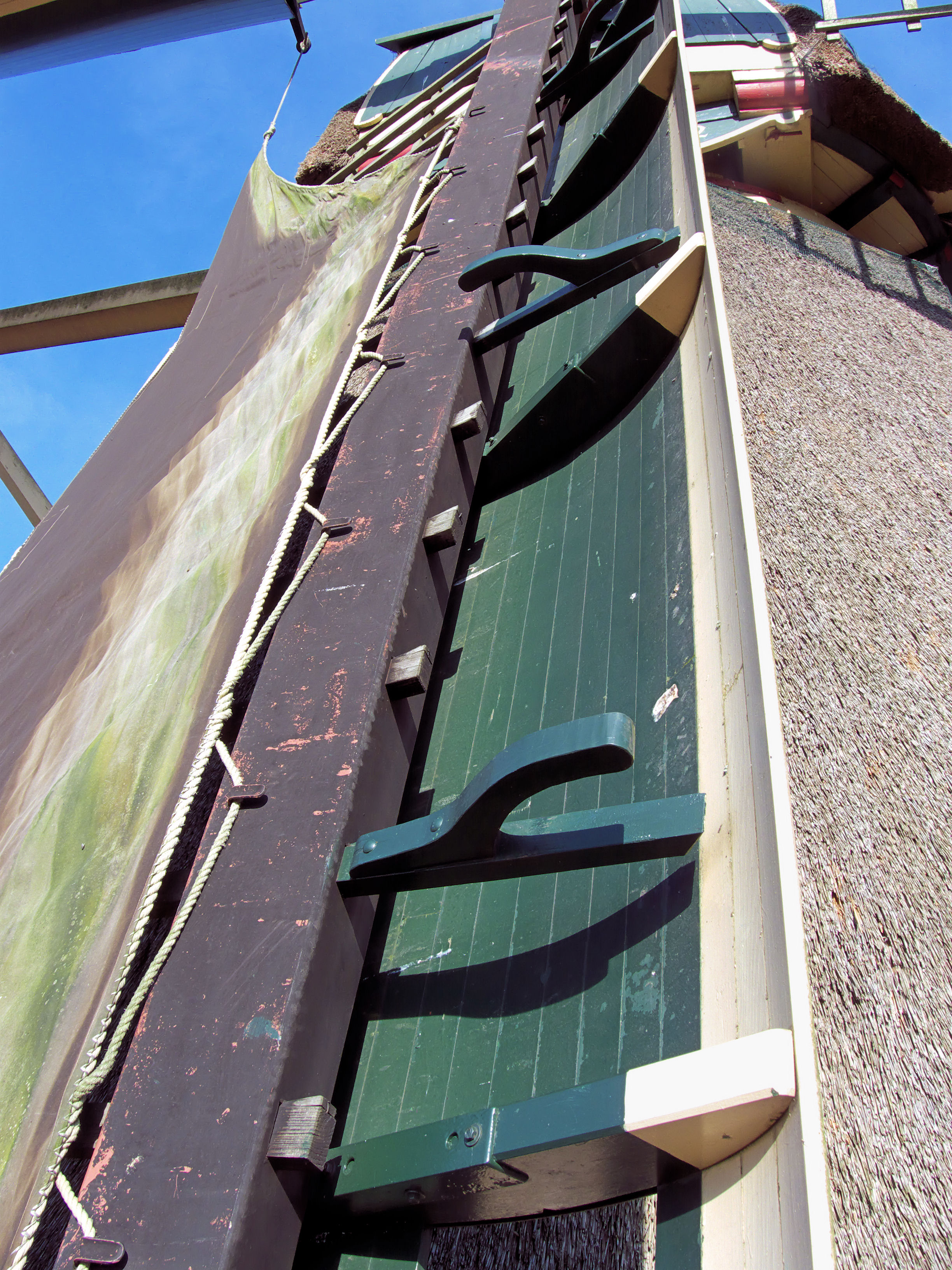
Gros plan du système Fok avec une toile à voile étalée.
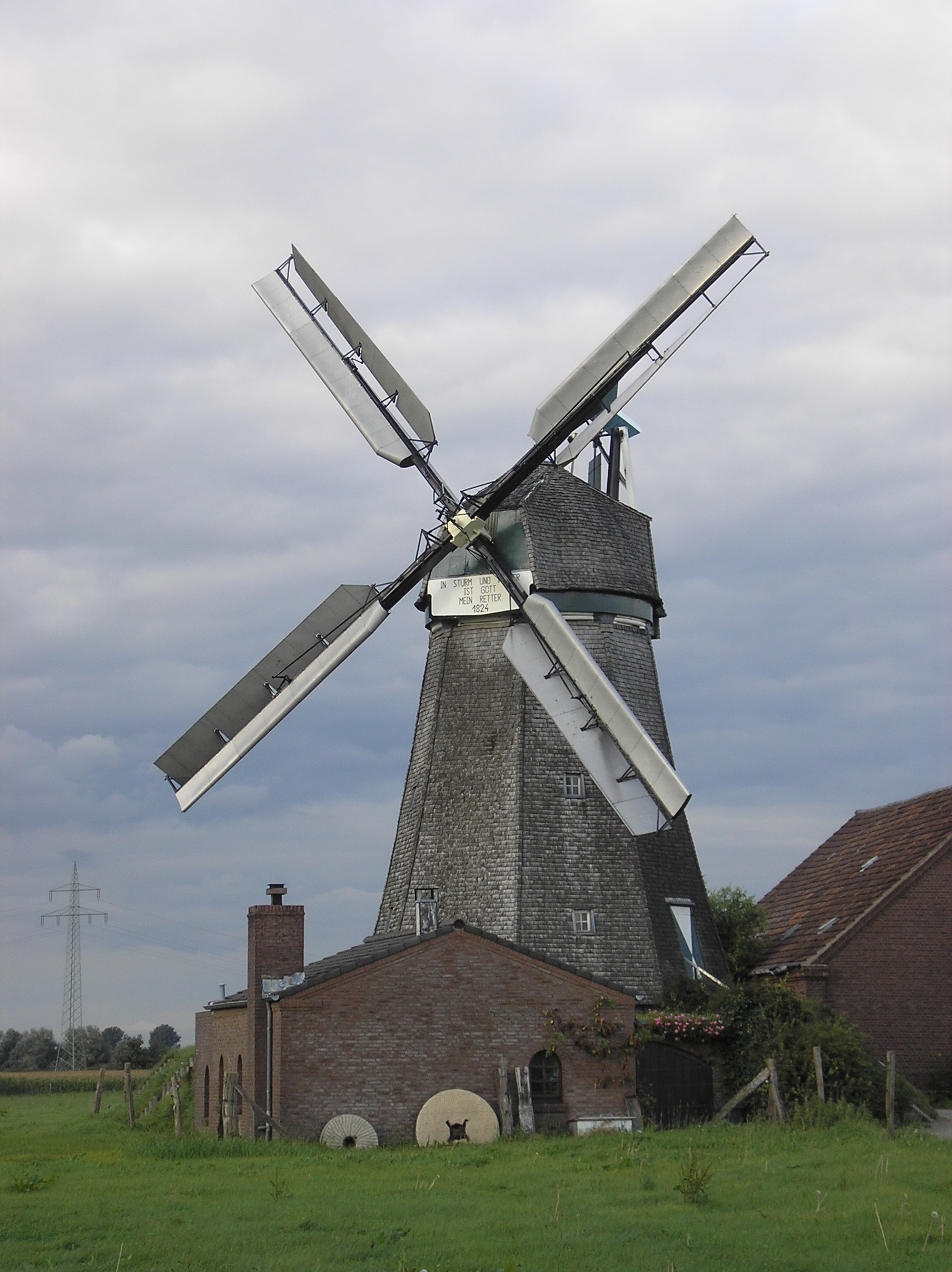
Moulin équipé de voiles Bilau.

## Aile Berton
En France, certains moulins ont un système de volets longitudinaux sur toute la longueur de la voile. Le système, inventé en 1842, s'appelle ailes Berton, commémorant leur inventeur, Pierre-Théophile Berton. Ces voiles peuvent être ajustées sans arrêter le moulin.

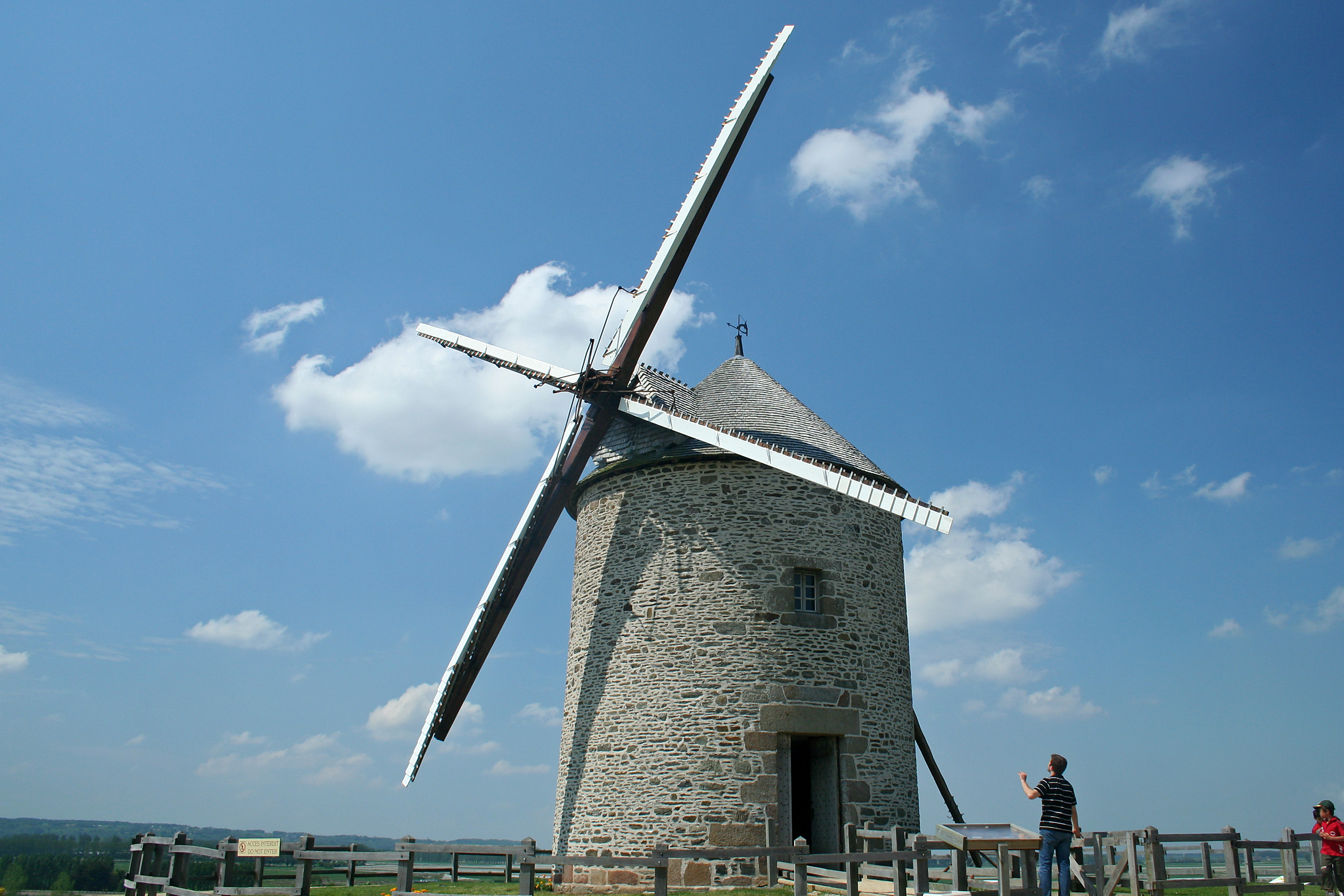
Berton ailes fermées.
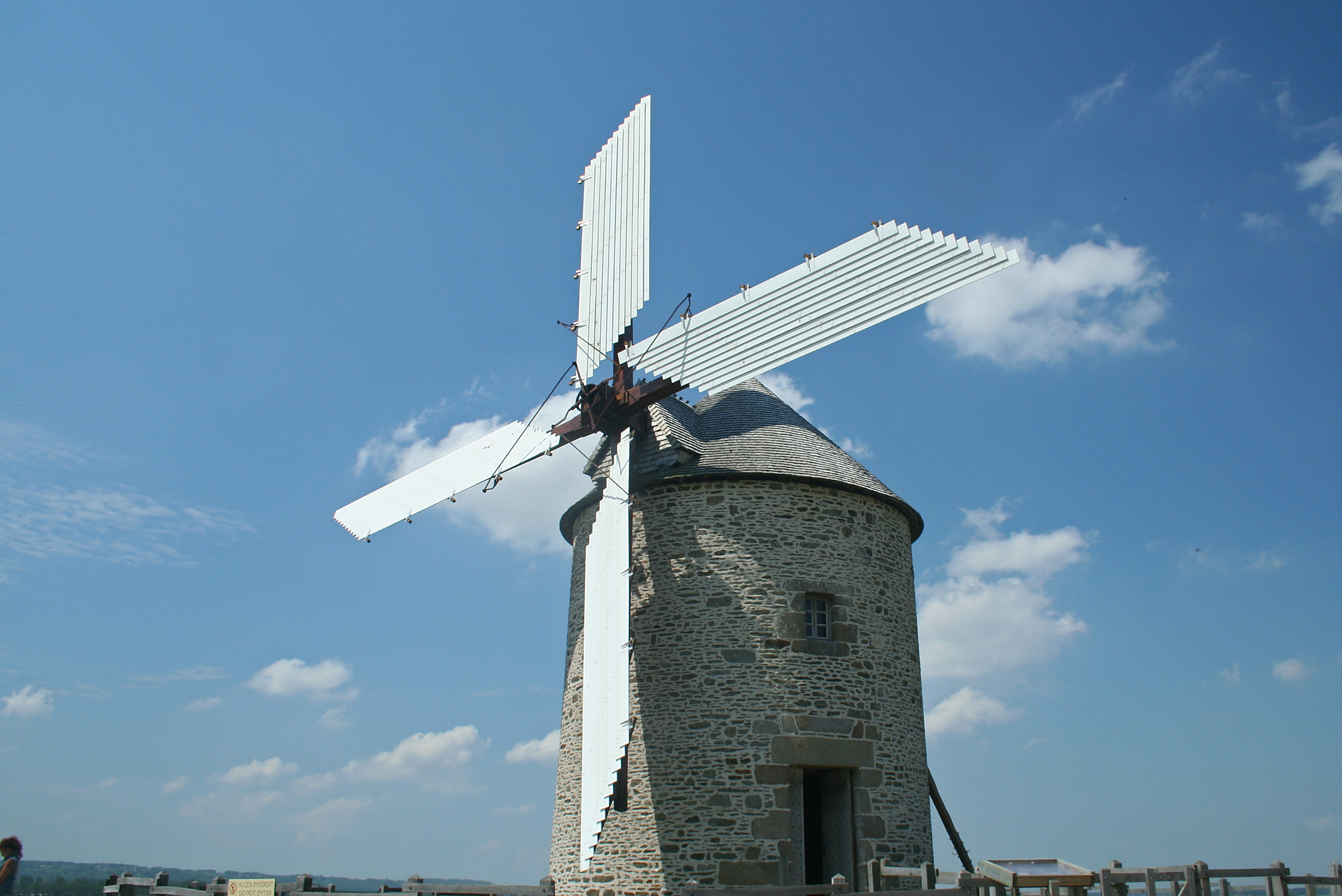
Berton ailes ouvertes.

## Aile circulaire

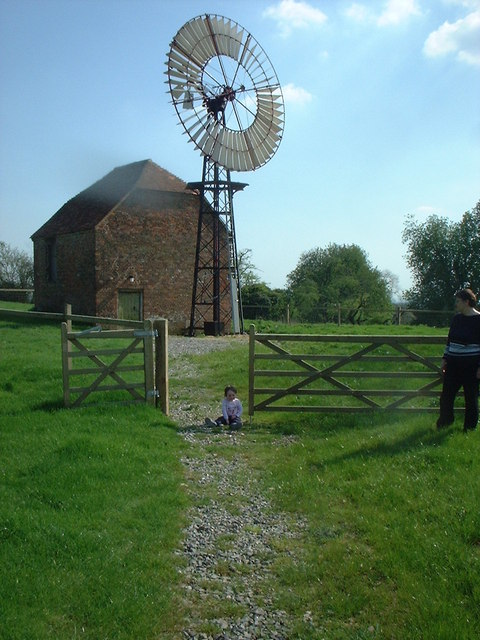
Éolienne Crux Easton.

Quelques moulins avaient des ailes formant cercle. Ces voiles utilisaient le patent system, ce qui permettait un réglage sans arrêter le moulin. Un exemple de moulin à aile circulaire était à Feltwell, dans le Norfolk. D'autres ont de mémoire existé à Haverhill, Suffolk, Boxford, Suffolk et Roxwell, Essex. Les ailes circulaires étaient également utilisées sur certains aéromoteurs, tels le moteur Titt de Crux Easton, dans le Hampshire.

## Communication

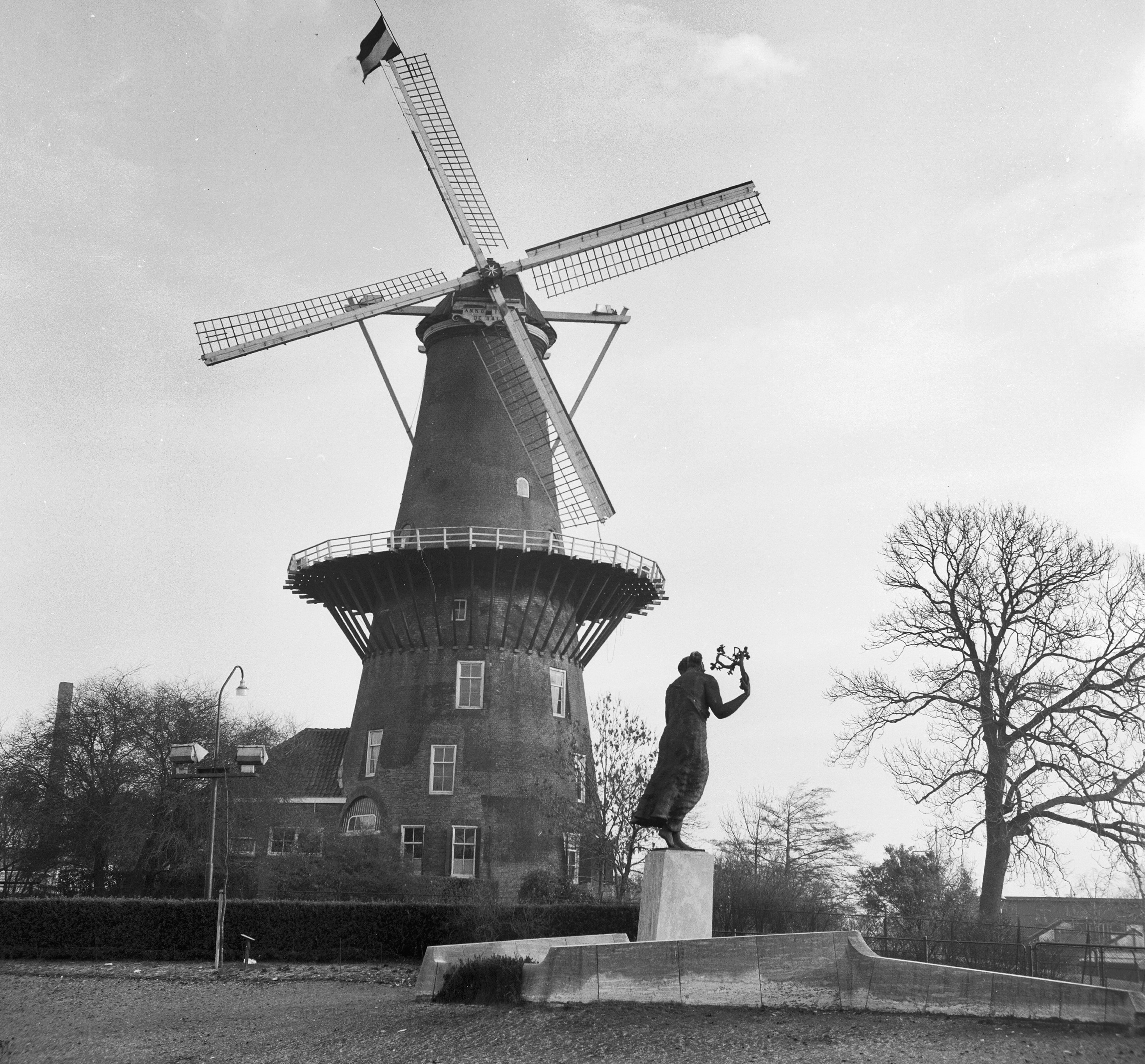
Moulin à vent De Valk en position de deuil à la suite du décès de la reine Wilhelmina des Pays-Bas en 1962.

Aux Pays-Bas, la position des voiles peut être utilisée comme moyen de communication pour afficher la joie ou le deuil. Le meunier utilise généralement ces positions de navigation pour indiquer, par exemple, une naissance, un mariage ou le décès au sein de sa famille ou de son cercle d'amis, mais il peut aussi parfois être utilisé pour montrer le deuil lors d'événements nationaux, comme le décès du prince Friso de deuil national pour les victimes du vol 17 de Malaysia Airlines.

## Remarques
Les voiles sont couramment appelées « sweeps » dans le Kent et le Sussex, principalement en raison de leurs mouvements physiques et du fait que leur construction ne nécessite pas nécessairement de toile à voile. Par conséquent, les patent sails sont appelées « patent sweeps ».